# 夏坂健
夏坂 健（なつさか けん、1936年〈昭和11年〉 - 2000年〈平成12年〉1月19日）は、日本の作家。ゴルフに関する多数の著作を残し、「読むゴルフ」というジャンルを開拓したと評価された。

## 経歴
1936年、神奈川県横浜市に生まれる。共同通信の記者、『月刊ペン』編集長を務めた。40代のときに心筋梗塞で一時心肺停止となるが、電気ショックにて蘇生する。料理ライターを経て、1990年より趣味だったゴルフに関するエッセイを発表し始め、『サンデー毎日』、『ゴルフダイジェスト』、『週刊現代』、『日本経済新聞』などに連載した。その後再び心臓の病気で2度の手術を行うが、2000年1月19日に65歳で亡くなった。

## 没後
没後、五木寛之、児玉清、倉本昌弘、黒鉄ヒロシ、永井淳、高橋三千綱、村上豊、山野辺進、床ヌブリらが追悼文を寄せた。また夏坂健の作品を原案としたかざま鋭二の漫画『ゴルフの微笑み。』が『月刊ゴルフダイジェスト』で連載され、2021年から2022年にかけて単行本が2冊刊行されている。

## 書籍

### 著書（単行本）
- 『美食・大食家びっくり事典』講談社、1983.4、ISBN 978-4-06-200396-4
- 『食卓の愉しみ : 食いしんぼう雑学』主婦の友社、1989.3、ISBN 4-07-929753-X
- 『大芸術家・大ヒーローの食卓はなぜ劇的か!?』農山漁村文化協会、1989.10、ISBN 4-540-89108-1
- 『ゴルフの虫がまた騒ぐ : アタマはゴルフのことばかり』二見書房、1991.7、ISBN 4-576-91085-X
- 『ゴルファーを笑え!』新潮社、1992.9、ISBN 4-10-387901-7
- 『だからゴルフはやめられない』毎日新聞社、1993.4、ISBN 4-620-30932-X
- 『だからゴルフはやめられない part 2 叩け!さらば愛されん』毎日新聞社、1993.12、ISBN 4-620-30967-2
- 『地球ゴルフ倶楽部 : Arm chair golfers』新潮社、1994.5、ISBN 4-10-387902-5
- 『ダブルボギーが常識に候 : だからゴルフはやめられない part 3』毎日新聞社、1995.2、ISBN 4-620-31034-4
- 『ゴルフの「奥の手」 : 名言のホールインワン』PHP研究所、1995.9、ISBN 4-569-54883-0
- 『フォアー! : ゴルフ狂騒曲』新潮社、1995.12、ISBN 4-10-387903-3
- 『王者のゴルフ : 知的シングルのすすめ』日本ヴォーグ&スポーツマガジン社、1996.1、ISBN 4-529-02695-7
- 『微笑ゴルフ : ゲームの処方箋』ベネッセコーポレーション、1996.5、ISBN 4-8288-1766-2
- 『ゴルフへの恋文』新潮社、1997.6、ISBN 4-10-387904-1
- 『騎士たちの一番ホール : 不滅のゴルフ名言集』日本ヴォーグ&スポーツマガジン社、1997.11、ISBN 4-529-02811-9
- 『ナイス・ボギー』講談社、1998.4、ISBN 4-06-209059-7
- 『ゴルフを以って人を観ん : 緑のお遍路さんたち』日本経済新聞社、1998.5、ISBN 4-532-16261-0
- 『ゴルフの神様』講談社、1999.4、ISBN 4-06-209627-7
- 『ゴルフの達人』日本経済新聞社、1999.8、ISBN 4-532-16314-5
- 『ゴルフの風に吹かれて』新潮社、2000.11、ISBN 4-10-387905-X
- 『ゴルフがある幸せ。』日本経済新聞社、2004.2、ISBN 4-532-16456-7
- 『昭和天皇のパター』日本経済新聞社、2004.9、ISBN 4-532-16478-8
- 『夏坂健セレクション = Ken Natsusaka selection』ゴルフダイジェスト社〈ゴルフダイジェスト新書classic〉
  1. 『わが心のホームコース』、2007.5、ISBN 978-4-7728-4078-1
  2. 『スコアは天使の匙加減』、2007.5、ISBN 978-4-7728-4079-8
  3. 『痛ッ!ゴルフ虫に噛まれたゾ』、2007.7、ISBN 978-4-7728-4081-1
  4. 『ゴルファーは眠れない』、2007.11、ISBN 978-4-7728-4086-6
  5. 『おんぼろキャディ、見参!』、2007.11、ISBN 978-4-7728-4087-3
  6. 『ダッファー博士の高笑い』、2008.2、ISBN 978-4-7728-4091-0
- 『誇り高きダブルボギー : 夏坂健Best of Best : "読むゴルフ"の最高傑作ここに甦る。』ゴルフダイジェスト社、2018.1、ISBN 978-4-7728-4177-1

### 著書（文庫本）
- 『ゴルフ・プレー前夜に読むクスリ』三笠書房〈知的生きかた文庫〉、1992.11、ISBN 4-8379-0541-2
- 『ゴルフ・心理戦に勝つクスリ』三笠書房〈知的生きかた文庫〉、1993.6、ISBN 4-8379-0585-4
- 『ゴルファーを笑え!』新潮社〈新潮文庫〉、1997.3、ISBN 4-10-146021-3
- 『されどゴルフ』幻冬舎〈幻冬舎文庫〉、1997.4、ISBN 4-87728-433-8、『ゴルフの虫がまた騒ぐ』（1991）の増訂版
- 『だからゴルフはやめられない』幻冬舎〈幻冬舎文庫〉、1997.11、ISBN 4-87728-524-5
- 『地球ゴルフ倶楽部』新潮社〈新潮文庫〉、1998.5、ISBN 4-10-146022-1
- 『アンプレヤブル!』幻冬舎〈幻冬舎文庫〉、1998.10、ISBN 9784877286576、『だからゴルフはやめられない part 2』（1993）を改題、加筆訂正
- 『ゴルフの「奥の手」 : 名言のホールインワン』PHP研究所〈PHP文庫〉、1998.5、ISBN 4-569-57146-8
- 『王者のゴルフ : 知的シングルのすすめ』幻冬舎〈幻冬舎文庫〉、1999.6、ISBN 4-87728-744-2
- 『ゴルフの処方箋』幻冬舎〈幻冬舎文庫〉、1999.11、ISBN 4-87728-802-3、『微笑ゴルフ ゲームの処方箋』（1996）の改題
- 『ナイス・ボギー』講談社〈講談社文庫〉、2000.5、ISBN 4-06-264882-2
- 『ゴルフを以って人を観ん : 緑のお遍路さんたち』日本経済新聞社〈日経ビジネス人文庫〉、2001.8、ISBN 4-532-19077-0
- 『フォアー! : ゴルフ狂騒曲』新潮社〈新潮文庫〉、2002.5、ISBN 4-10-146023-X
- 『ゴルフの達人』日本経済新聞社〈日経ビジネス人文庫〉、2002.5、ISBN 4-532-19125-4
- 『ゴルフの神様』講談社〈講談社文庫〉、2002.9、ISBN 4-06-273548-2
- 『騎士たちの一番ホール : 不滅のゴルフ名言集』日本経済新聞社〈日経ビジネス人文庫〉、2004.5、ISBN 4-532-19226-9
- 『ゴルフの風に吹かれて』筑摩書房〈ちくま文庫〉、2013.4、ISBN 978-4-480-43050-2
- 『ゴルフがある幸せ。』日本経済新聞出版社〈日経ビジネス人文庫〉、2015.1、ISBN 978-4-532-19753-7
- 『昭和天皇のパター』日本経済新聞出版社〈日経ビジネス人文庫〉、2015.2、ISBN 978-4-532-19755-1

### 翻訳書
- 『もう、ゴルフは懲りごり : ゴルフにつきまとう不運と災難の記録 やっぱりゴルフが大好き』クリス・プラムリッジ（en:Chris Plumridge）著、夏坂健 訳、二見書房、1989.3、ISBN 4-576-89031-X
- 『ゴルフ大全』マイケル・ホッブス（Michael Hobbs）編、夏坂健 訳、ゴルフダイジェスト社、1998.4、ISBN 4-7728-4981-5

### 漫画原案
- 『ゴルフの微笑み。 1』夏坂健 原案、かざま鋭二 構成・画、ゴルフダイジェスト社、2021.12、ISBN 978-4-7728-4200-6
- 『ゴルフの微笑み。 2』夏坂健 原案、かざま鋭二 構成・画、ゴルフダイジェスト社、2022.4、ISBN 978-4-7728-4204-4